# Fluffer
Als Fluffer (engl. auch fluff girl resp. fluff boy) bezeichnet man in der Pornoindustrie eine Person, die dafür sorgt, dass ein männlicher Darsteller zum richtigen Zeitpunkt eine Erektion bekommt. Die Handlung selbst wird als fluffen bezeichnet.
 Viele Darsteller haben Probleme damit, bei den oft anstrengenden, häufig wiederholten eintönigen Szenen mit Partnern, die der Regisseur für sie ausgewählt hat, eine Erektion zu bekommen beziehungsweise dauerhaft aufrechtzuerhalten.
Die sogenannten Fluffer waren früher fast immer reguläre Mitglieder der Crew bei Pornofilmproduktionen. Sie hatten die Aufgabe, den männlichen Darstellern zu einer Erektion zu verhelfen. Normalerweise taten sie das durch orale oder manuelle Stimulierung des Penis. Einige professionelle Darstellerinnen begannen ihre Tätigkeit als Fluffer. Derzeit wird davon ausgegangen, dass die Anwendung chemischer Substanzen, wie z. B. Sildenafil (der Wirkstoff z. B. in Viagra), die Häufigkeit der Inanspruchnahme von Fluffern reduziert hat.
Bei heutigen Filmproduktionen gibt es aus Kostengründen in der Regel keine Fluffer mehr. Diese Rolle übernehmen in heterosexuellen Pornofilmen jetzt die jeweiligen Filmpartnerinnen. Die weiblichen Stars der Branche fordern allerdings nicht selten, dass sie selbst nicht fluffen müssen. Diese Aufgabe übernehmen dann zum Teil die Nebendarstellerinnen. In der schwulen Pornofilmbranche fluffen sich die Darsteller zumeist gegenseitig, wobei sich ein Darsteller einen anderen aussucht, den er attraktiv findet. Dann lässt er sich von ihm, im Regelfall nicht im Beisein der anderen Darsteller, am Filmset fluffen. Selten kommen unentgeltliche Fluffer bzw. Dritte zum Einsatz, die nicht an der Filmproduktion beteiligt sind, etwa Lebenspartner von Darstellern.
Die Geschichte eines Fluffers in der schwulen Pornoindustrie war Gegenstand des Spielfilms The Fluffer von Wash West und Richard Glatzer, der bei der Berlinale 2001 seine Premiere hatte.